# Milton (Newfoundland en Labrador)
Milton is een plaats in de Canadese provincie Newfoundland en Labrador. De plaats ligt aan de oostkust van het eiland Newfoundland en maakt deel uit van de gemeente George's Brook-Milton.

## Geografie
Milton ligt aan een lange zijarm van Trinity Bay die gedomineerd wordt door het grote Random Island. De plaats ligt aan provinciale route 230A en grenst in het noorden aan de plaats George's Brook en in het zuiden aan het tot de gemeente Clarenville behorende gehucht Mills Siding. De bebouwing van deze drie plaatsen loopt in elkaar over.

## Geschiedenis
Het gemeentevrije dorp Milton had geen lokaal bestuur tot de oprichting van het local service district (LSD) George's Brook-Milton in 2005. In 2018 werd dat LSD omgevormd tot een volwaardige gemeente (town), al behield de plaats voor statistische redenen wel haar status van designated place.

## Demografie
De bevolkingsomvang van Milton schommelde de voorbije decennia relatief sterk met gemiddeld zo'n 350 à 400 inwoners.
| Demografische ontwikkeling van Milton tussen 1991 en 2021       |
| --------------------------------------------------------------- |
|                                                                 |
| Bron: Statistics Canada (1991–1996, 2001–2006, 2011–2016, 2021) |